# Deutscher Fussball Klub
Deutscher Fussball Klub  was een voetbalclub uit Montevideo, Uruguay. 

## Geschiedenis
De club werd in 1896 opgericht door de inwoners van Montevideo die van Duitse afkomst waren. De club is zo na Albion FC en C.U.R.C.C. de oudste club van het land. In 1900 was de club medeoprichter van de Uruguayaanse competitie. Na de burgeroorlog van 1904 stelde de club zich ook open voor leden die niet van Duitse afkomst waren. Hierop werd de naam veranderd in SC Teutonia. Amper een jaar later werd de clubnaam opnieuw gewijzigd, nu in CA Montevideo. De club speelde nog tot 1909 in de hoogste klasse en verdween daarna. 